# Éowyn
Éowyn je namišljena oseba iz Tolkienove trilogije Gospodar prstanov. Bila je rohanska Bela Gospa. Njen stric je bil Théoden, rohanski kralj, njen brat pa Éomer, Théodenov naslednik. Bila je zaljubljena v Aragorna, vendar se je ljubezni do njega odpovedala in se slednjič zaljubila v gondorskega majordoma Faramirja, s katerim sta se poročila.